# آي باد أو إس 14
آي باد أو إس 14 (بالإنجليزية: iPadOS 14)‏ هو الإصدار الرئيسي الثاني من نظام التشغيل آي باد أو إس الذي طورته شركة أبل لأجهزة آي باد اللوحية، أعلن عنه في 22 يونيو 2020 في مؤتمر آبل العالمي للمطورين (WWDC) خلفاً لنظام آي باد أو إس 13، والذي أصدر للجمهور في 16 سبتمبر 2020.